# Saint-Cyr-sur-Loire
Saint-Cyr-sur-Loire är en kommun i departementet Indre-et-Loire i regionen Centre-Val de Loire i de centrala delarna av Frankrike. Kommunen ligger i kantonen Saint-Cyr-sur-Loire som tillhör arrondissementet Tours. År 2022 hade Saint-Cyr-sur-Loire 16 766 invånare.

## Befolkningsutveckling
Antalet invånare i kommunen Saint-Cyr-sur-Loire
Referens:INSEE